# Sanâa Alaoui
Sanâa Alaoui (en árabe: سناء العلوي‎), es una actriz franco-marroquí.

## Biografía
Alaoui nació el 29 de abril de 1987 en Casablanca. Obtuvo su título de secundaria en el Lycée Lyautey.
Como políglota, colaboró con directores de diversas nacionalidades, como Gustavo Loza, Adil El Arbi y Abdelkader Lagtaâ, interpretando personajes en cinco idiomas: árabe, francés, español, inglés y alemán.
En 2021 lideró el jurado del Festival AMAL en España.

## Vida privada
Reside en Casablanca, después de varios años viviendo en París.

## Filmografía

### Cine
- 2018: Operación Mar Rojo (Opération Mer Rouge) de Dante Lam como Ina
- 2015: Black de Adil El Arbi y Bilall Fallah como Mina
- 2014: Imagen de Adil El Arbi y Bilall Fallah como Mina
- 2013: Vuelos prohibidos de Rigoberto Lopez como Monica[3][4]
- 2011: Poupiya de Samia Charkioui (cortometraje)
- 2008: Terminus des anges de Hicham Lasri, Narjiss Nejjar y Mohamed Mouftakir como Samia
- 2008: Un novio para Yasmina (Un fiancé pour Yasmina) de Irene Cardona como Yasmina[5]
- 2007: Yasmine et les hommes de Abdelkader Lagtaâ como Yasmine
- 2007: Oud Al ward ou la beauté éparpillée de Lahcen Zinoun como Oud l'Ward
- 2005: Ici et là de Mohamed Ismaïl como Samira
- 2004: Le Pain nu (Al khoubz al hafi) de Rachid Benhadj como madre de Mohamed Choukri
- 2004: Al otro lado (De l'autre côté) de Gustavo Loza comi madre
- 2002: Face à face de Abdelkader Lagtaâ como Amal
- 1996: Le Cri de la soie de Yvon Marciano como Aicha

### Televisión
- 2020: Le secret enterré de Yassine Fennane como Ferdaous
- 2019: Coeur Karim de Abdelhay Laaraki como Profesora Nezha
- 2016: Le juge est une femme, ep. Mauvais genre como Dalila Bensalem
- 2011: Fischer fischt Frau, película para televisión de Lars Jessen como Mona
- 2011: Section de recherches como Leïla Rezoug
- 2010: Les Virtuoses, serie de televisión, episodio 1 como Nora Belassen
- 2008: Bajo el mismo cielo, película de Sílvia Munt
- 2008: Julie Lescaut, serie de televisión, episodio 2: Maud
- 2008: Famille d'accueil, del director Stéphane Kaminka, episodio 3 como Lila
- 2007: Duval et Moretti, del director Stéphane Kaminka, episodio 3 como Lila
- 2006: Les Rimaquoi (France 5): diferentes personajes
- 2002: Préjudicescomo Nadia Chianti
- 2002: Les grands frères, como Malika
- 2001: Le juge est une femme, episodio L'Ami d'enfance como Malika

## Premios
- Homenaje en el Festival Internacional de Cine Juvenil de Meknes 2018
- Homenaje en el Festival méditerranéen cinéma et inmigración en Uchda 2017
- Homenaje en el Festival de Cine Africano de Khouribga[6]
- Premio al nuevo talento en el Festival MedFilm de Roma 2009[7]
- Primer premio a personaje femenino en el Festival de Cine Nacional de Marruecos por su papel en Oud Al'ward ou éparpillée La Beauté.[8]